# 景文科技大学
景文科技大学（けいぶんかぎだいがく、Jinwen University of Science and Technology）は、新北市にある私立科技大学である。 また、世界的に有名な教授が居ることでも知られている。

## 歴史
- 1986年1月:学校設立計画が立てられる
- 1986年4月29日:学校設立の認可を受ける
- 1987年2月23日:理事会を設立
張万利を初代理事長に選出
- 1988年5月:財団法人の登記完了
- 1990年6月8日:「景文技術専科学校」として開校
電子、国際貿易、企業管理、会計、銀行保険、電子資料の6科17クラスを設置
- 1991年:財税、観光の2科を設置
- 1992年:夜間部を設置
- 1995年:五専部として応用外国語学科を新設
- 1996年:夜間部を新設
- 1997年:視覚コミュニケーションデザイン、ホテル管理、レストラン管理、旅行業管理の4学科を新設
- 1998年8月:「景文技術学院」と改称
財政税務技術、財政金融技術、情報管理技術の3学科を新設
- 1999年8月:4年制技術、国際貿易、会計、観光事業、環境管理の5学科を新設
- 2001年8月:4年制及び2年制の応用日本語学科を新設
- 2007年:景文科技大学と改称

## 主な出身者
- 林韋君：台湾のテレビドラマ女優。
- 陳徳烈：台湾の俳優。
- 陳意涵：台湾の女優。
- 陳徳修：台湾のギタリスト。
- 陳伯霖：台湾の俳優、在学中。
- 洪詩涵（洪詩）：台湾のアイドルグループ我愛黒渋会のメンバー。
- 黄鈺智（Ice）：台湾のアイドルグループ模范棒棒堂のメンバー。
- 呉庚霖（炎亜綸）：台湾のアイドルグループ飛輪海のメンバー、在学中。
- 頼薇如：台湾のアイドルグループ7Flowersのメンバー。
- 是元介：台湾のアイドルグループ元衛覚醒のメンバー。
- 林葦茹：台湾のモデル。